# IQWiG
El Instituto para la Calidad y la Eficiencia en la Atención Sanitaria ( IQWiG ) (en alemán: Institut für Qualität und Wirtschaftlichkeit im Gesundheitswesen ) es una agencia alemana responsable de evaluar la calidad y la eficiencia de los tratamientos médicos, incluidos los fármacos, las intervenciones no farmacológicas (p. ej., los procedimientos quirúrgicos), los métodos de diagnóstico y detección, y el tratamiento y la gestión de enfermedades. IQWiG también proporciona información sanitaria a los pacientes y al público en general.
La organización es independiente de la industria farmacéutica, contratada únicamente por el Ministerio de Salud Federal y el Comité Federal Conjunto.

## Estructura
IQWiG se fundó en 2004 bajo la dirección del Dr. Peter Sawicki, quien fue reemplazado en septiembre de 2010 por el Dr. Jürgen Windeler. Su director adjunto es el Dr. Stefan Lange.
IQWiG se divide en los siguientes departamentos, que publican informes:
- Evaluación de drogas
- Intervenciones sin medicamentos
- Calidad de la atención médica
- biometría médica
- Economía de la Salud

La información general de salud, escrita en un lenguaje sencillo, también es producida por un departamento de Información de Salud.
Estos departamentos también cuentan con el apoyo de los departamentos de Administración y Comunicación.
Se comunica regularmente con organizaciones similares en otros países, como el Instituto Nacional para la Salud y la Excelencia Clínica (NICE) en el Reino Unido y la Haute Autorité de Santé (HAS) en Francia.

## Informes más destacados
IQWiG llegó a los titulares internacionales en octubre de 2010 con un informe que criticaba a la reboxetina como ineficiente y dañina.
De manera similar, en septiembre de 2010, otro estudio rechazó el uso de venlafaxina y duloxetina como tratamiento de primera línea en la depresión mayor, pero los recomendó como opción de segunda línea.
El uso de memantina en pacientes con Alzheimer se consideró insuficientemente respaldado por evidencia científica. Esto llevó a Merz Pharma a proporcionar datos adicionales y al Instituto a cambiar su evaluación.
Un informe de 2010 indicó que los análogos de insulina de acción prolongada no mostraron beneficios sobre la insulina de acción intermedia para el tratamiento de la diabetes tipo I.
- AMNOG